# 惡之世界
《惡之世界》（英語：Vice）是一個美國電視新聞系列節目，製作人為比爾·馬艾、西恩·史密斯和艾迪·莫瑞特，並由法里德·扎卡利亞擔任顧問製作人。這是同名雜誌《Vice》所製播的第一個電視節目，由雜誌工作人員擔任採訪記者。每一集包含數個新聞報導短片，內容涵蓋美國國內和國際議題，主題包括恐怖主義、戰爭、性交易、藥物濫用、武器交易、經濟發展、文化和政治等等。《Vice》在2013年4月5日于HBO首播，2020年3月29日起改于Showtime電視網首播。

## 評價
由於其獨特的形式和報導風格，《Vice》同時獲得了正面的負面的評價，有人將此節目與荒誕新聞學（gonzo journalism）做出比較。
《哈芬登郵報》上刊載了一篇由莫芮·萊恩（Maureen Ryan）撰寫的負面節目評論，主要針對《Vice》的表現手法提出批評。《滾石雜誌》則評論：「就像是你在酒吧認識的朋友剛好帶了一群攝影團隊跑到阿富汗西邊閑晃。」

## 分季列表
| 季數 | 集数 | 集数 | 首播日期      | 首播日期       | 首播日期 |
| 季數 | 集数 | 集数 | 首映          | 季终           | 电视网   |
| ---- | ---- | ---- | ------------- | -------------- | -------- |
| 1    | 10   | 10   | 2013年4月5日  | 2013年6月14日  | HBO      |
| 2    | 12   | 12   | 2014年3月14日 | 2014年6月13日  | HBO      |
| 3    | 14   | 14   | 2015年3月6日  | 2015年6月26日  | HBO      |
| 4    | 18   | 18   | 2016年2月5日  | 2016年7月1日   | HBO      |
| 5    | 29   | 29   | 2017年2月24日 | 2017年10月13日 | HBO      |
| 6    | 30   | 30   | 2018年4月6日  | 2018年12月14日 | HBO      |
| 7    | 13   | 13   | 2020年3月29日 | 2020年6月21日  | Showtime |

### 引言原文
1. ↑  "It feels a little like your buddy from the bar just happened to be wandering through eastern Afghanistan with a camera crew."

## 外部連結
- 官方网站 （需要美国IP）
- 互联网电影数据库（IMDb）上《惡之世界》的资料（英文）